# Mezinárodní soutěž Petra Iljiče Čajkovského
Mezinárodní hudební soutěž Petra Iljiče Čajkovského (rusky Международный конкурс имени П. И. Чайковского) je hudební soutěž v oboru vážné hudby, pořádaná v Moskvě od roku 1958 jednou za čtyři roky.

## Historie
V prvním ročníku se soutěžilo ve dvou oborech: klavír a housle. Od druhého ročníku (1962) byl přidán obor violoncello a od třetího (1966) také zpěv.
13. ročník se měl konat v roce 2006, ale byl o rok odložen, aby bylo možné dokončit rekonstrukci Velkého sálu moskevské konzervatoře a oddělit jeho souběh s velkou sportovní akcí – mistrovstvím světa ve fotbale.

## Laureáti

### Klavír
| Rok  | 1. cena                                           | 2. cena                                                | 3. cena                                                   |
| ---- | ------------------------------------------------- | ------------------------------------------------------ | --------------------------------------------------------- |
| 1958 | Van Cliburn USA                                   | Lev Vlasenko SSSR Liou Š‘-kchun Čína                   | Наум Штаркман SSSR                                        |
| 1962 | Vladimir Ashkenazy SSSR John Ogdon Velká Británie | Susan Starrová USA In Čcheng-cung Čína                 | Eliso Virsaladzeová SSSR                                  |
| 1966 | Grigorij Sokolov SSSR                             | Misha Dichter USA                                      | Viktor Jeresko SSSR                                       |
| 1970 | Vladimir Krajněv SSSR John Lill Velká Británie    | Horacio Gutiérrez Kuba                                 | Arthur Moreira Lima Brazílie Viktorija Postnikovová SSSR  |
| 1974 | Andrej Gavrilov SSSR                              | Stanislav Igolinskij SSSR Myung-whun Chung Jižní Korea | Jurij Jegorov SSSR                                        |
| 1978 | Michail Pletněv SSSR                              | Pascal Devoyon Francie André Laplante Kanada           | Nikolaj Děmiděnko SSSR Jevgenij Ryvkin SSSR               |
| 1982 | cena neudělena                                    | Peter Donohue Velká Británie Vladimir Ovčinnikov SSSR  | Mičie Kojamová Japonsko                                   |
| 1986 | Barry Douglas Velká Británie                      | Natalja Trullová SSSR                                  | Irina Plotnikovová SSSR                                   |
| 1990 | Boris Berezovskij SSSR                            | Vladimir Miščuk SSSR                                   | Kevin Kenner USA Johan Schmidt Belgie Anton Mordasov SSSR |
| 1994 | cena neudělena                                    | Nikolaj Luganskij Rusko                                | Vadim Ruděnko Rusko HaeSun Paik Jižní Korea               |
| 1998 | Denis Macujev Rusko                               | Vadim Ruděnko Rusko                                    | Freddy Kempf Velká Británie                               |
| 2002 | Ajako Ueharová Japonsko                           | Alexej Nabiulin Rusko                                  | Ťü Ťin Čína Andrej Ponočevnyj Bělorusko                   |
| 2007 | cena neudělena                                    | Miroslav Kultyšev Rusko                                | Alexandr Ljubjancev Rusko                                 |
| 2011 | Daniil Trifonov Rusko                             | Son Jol-um Jižní Korea                                 | Čo Song-čin Jižní Korea                                   |
| 2015 | Dmitrij Maslejev Rusko                            | Lucas Geniušas Litva / Rusko George Li USA             | Daniil Charitonov Rusko Sergej Reďkin Rusko               |

### Housle
| Rok  | 1. cena                                      | 2. cena                                                        | 3. cena                                                                  |
| ---- | -------------------------------------------- | -------------------------------------------------------------- | ------------------------------------------------------------------------ |
| 1958 | Valerij Klimov SSSR                          | Viktor Pikajzen SSSR                                           | Ştefan Ruha Rumunsko                                                     |
| 1962 | Boris Gutnikov SSSR                          | Shmuel Ashkenasi Izrael Irina Bočkovová SSSR                   | Nina Bejlinová SSSR Joko Kuboová Japonsko                                |
| 1966 | Viktor Treťjakov SSSR                        | Masuko Ušiodová Japonsko Oleg Kagan SSSR                       | Joko Satoová Japonsko Олег Крыса SSSR                                    |
| 1970 | Gidon Kremer SSSR                            | Vladimir Spivakov SSSR Majumi Fudžikavová Japonsko             | Liana Isakadzeová SSSR                                                   |
| 1974 | cena neudělena                               | Eugene Fodor USA Ruben Agaronjan SSSR Rusudan Gvasalijová SSSR | Marie-Annick Nicolasová Francie Vanja Milovanovová Bulharsko             |
| 1978 | Ilja Grubert SSSR Elmar Oliveira USA         | Mihaela Martinová Rumunsko Dylana Jensonová USA                | Irina Medveděvová SSSR Alexandr Vinickij SSSR                            |
| 1982 | Viktorija Mullovová SSSR Sergej Stadler SSSR | Tomoko Katoová Japonsko                                        | Stephanie Chaseová USA Andres Cardenes USA                               |
| 1986 | Ilja Kaler SSSR Raphaël Oleg Francie         | Wej Süe Čína Maxim Fedotov SSSR                                | Jane Petersová Austrálie                                                 |
| 1990 | Akiko Suwanai Japonsko                       | Jevgenij Buškov SSSR                                           | Alyssa Parková USA                                                       |
| 1994 | cena neudělena                               | Anastasja Čebotarjovová Rusko Jennifer Kohová USA              | Graf Murža Rusko Marco Rizzi Itálie                                      |
| 1998 | Nikolaj Sačenko Rusko                        | Latica Hondová Rosenbergová Německo                            | Pchan I-čchun Čína                                                       |
| 2002 | cena neudělena                               | Tamaki Kavakubová Japonsko Čchen Si Čína                       | Taťjana Samuillová Rusko                                                 |
| 2007 | Majuko Kamiová Japonsko                      | Nikita Borisoglebskij Rusko                                    | Yuki Manuela Jankeová Německo                                            |
| 2011 | cena neudělena                               | Sergej Dogadin Rusko Itamar Zorman Izrael                      | Li Či-hje Jižní Korea                                                    |
| 2015 | cena neudělena                               | Ceng Jou-ťien Tchaj-wan                                        | Gajk Kazazjan Rusko Aleksandra Konunovová Moldavsko Pavel Miljukov Rusko |

### Violoncello
| Rok  | 1. cena                                 | 2. cena                                              | 3. cena                                             |
| ---- | --------------------------------------- | ---------------------------------------------------- | --------------------------------------------------- |
| 1962 | Natalja Šachovskaja SSSR                | Leslie Parnas USA Valentin Fejgin SSSR               | Natalja Gutmanová SSSR Michail Chomicer SSSR        |
| 1966 | Karina Georgianová SSSR                 | Stephen Kates USA Arto Noras Finsko                  | Ken'ičiro Jasuda Japonsko Eleonora Testelecová SSSR |
| 1970 | David Geringas SSSR                     | Viktorija Jaglingová SSSR                            | Ko Ivasakiová Japonsko                              |
| 1974 | Boris Pergamenščikov SSSR               | Ivan Monighetti SSSR                                 | Hirofumi Kannoová Japonsko                          |
| 1978 | Nathaniel Rosen USA                     | Mari Fudživarová Japonsko Daniel Veis Československo | Alexandr Kňazev SSSR Alexandr Rudin SSSR            |
| 1982 | Antonio Meneses Brazílie                | Alexandr Rudin SSSR                                  | Georg Faust Západní Německo                         |
| 1986 | Mario Brunello Itálie Kirill Rodin SSSR | Suren Bagratuni SSSR Martti Rousi Finsko             | Sara Sant'Ambrogiová USA John Sharp USA             |
| 1990 | Gustav Rivinius Západní Německo         | Françoise Grobenová Lucembursko Alexandr Kňazev SSSR | Bion Tsang USA Tim Hugh Velká Británie              |
| 1994 | cena neudělena                          | cena neudělena                                       | cena neudělena                                      |
| 1998 | Denis Šapovalov Rusko                   | Qin Liwei Austrálie                                  | Boris Andrianov Rusko                               |
| 2002 | cena neudělena                          | Johannes Moser Německo                               | Claudius Popp Německo Alexandr Čaušjan Arménie      |
| 2007 | Sergej Antonov Rusko                    | Alexandr Buzlov Rusko                                | István Várdai Maďarsko                              |
| 2011 | Narek Hachnazarjan Arménie              | Edgar Moreau Francie                                 | Ivan Karizna Bělorusko                              |
| 2015 | Andrei Ionuț Ioniță Rumunsko            | Alexander Ramm Rusko                                 | Alexandr Buzlov Rusko                               |

### Zpěv (muži)
| Rok  | 1. cena                                       | 2. cena                                      | 3. cena |
| ---- | --------------------------------------------- | -------------------------------------------- | ------- |
| 1966 | Vladimir Atlantov SSSR)                       |                                              |         |
| 1970 | Jevgenij Něstěrenko SSSR Nikolaj Ogrenič SSSR |                                              |         |
| 1974 | Ivan Ponomarenko SSSR                         |                                              |         |
| 1978 | cena neudělena                                | Valentin Pivovarov SSSR Nikita Storožev SSSR |         |
| 1982 | Paata Burčuladze SSSR                         |                                              |         |
| 1986 | Grigorij Gricjuk SSSR Alexandr Morozov SSSR   |                                              |         |
| 1990 | Hans Choi USA                                 |                                              |         |
| 1994 | Jüan Čchen-je Čína                            |                                              |         |
| 1998 | Besik Gabitašvili Gruzie                      |                                              |         |
| 2002 | Michail Kazakov Rusko                         |                                              |         |
| 2007 | Alexandr Cymbaljuk Ukrajina                   |                                              |         |
| 2011 | Pak Čong-min Jižní Korea                      |                                              |         |
| 2015 | Ariunbaatar Ganbaatar Mongolsko               |                                              |         |

### Zpěv (ženy)
| Rok  | 1. cena                                                                 | 2. cena                                                                           | 3. cena                    |
| ---- | ----------------------------------------------------------------------- | --------------------------------------------------------------------------------- | -------------------------- |
| 1966 | Jane Marshová USA                                                       | Veronica Tylerová USA Evelina Stojcevová Bulharsko                                | cena neudělena             |
| 1970 | Jelena Obrazcovová SSSR Tamara Siňavská SSSR                            | cena neudělena                                                                    | Jevdokija Kolesniková SSSR |
| 1974 | cena neudělena                                                          | Ljudmila Sergijenková SSSR Sylvia Sassová Maďarsko Stefka Jevstatievová Bulharsko |                            |
| 1978 | Ljudmila Šemčuková SSSR                                                 |                                                                                   |                            |
| 1982 | Lidija Zabiljastová SSSR                                                |                                                                                   |                            |
| 1986 | Natalja Jerasovová SSSR                                                 |                                                                                   |                            |
| 1990 | Deborah Voigtová USA                                                    |                                                                                   |                            |
| 1994 | Hibla Gerzmavová Gruzie – grand prix Marina Lalinová Rusko – první cena |                                                                                   |                            |
| 1998 | Mieko Satová Japonsko                                                   |                                                                                   |                            |
| 2002 | Ajtalina Afanasjevová-Adamovová Rusko                                   |                                                                                   |                            |
| 2007 | Albina Šagimuratovová Rusko                                             |                                                                                   |                            |
| 2011 | So Son-jong Jižní Korea                                                 |                                                                                   |                            |
| 2015 | Julija Matočkinová Rusko                                                |                                                                                   |                            |